# DDR-Skimeisterschaften 1981
Die Wettkämpfe der 33. DDR-Skimeisterschaften fanden vom 6. bis zum 8. Februar 1981 im thüringischen Schmiedefeld statt. Dabei wurden neun Wettkämpfe, sieben Einzel- und zwei Staffelentscheidungen, im Skilanglauf, der Nordischen Kombination und im Skispringen ausgetragen. Nach dem Rücktritt einiger Leistungsträger wie Alf-Gerd Deckert oder Ulrich Wehling waren diese Titelkämpfe vor allem bei den Männern eine erste Standortbestimmung für die nachrückenden Auswahlkader. Auch bei den Frauen fehlte mit Veronika Hesse infolge der Geburt ihres Sohnes eine zweifache DDR-Meisterin von 1980. Die Langstreckenmeisterschaften über 20 km der Frauen und 50 km der Männer, die am 29. März 1981 in Masserberg stattfinden sollten, fielen aufgrund Schneemangels aus.

## Langlauf

### Männer

#### 15 km
Beim zweiten Laufwettbewerb gewann der Klingenthaler Steffen Kühne. Bis auf den Silbermedaillengewinner Christoph Rollinger aus Oberwiesenthal kamen auf die ersten sechs Plätze nur Dynamo-Athleten.
Datum: Sonnabend, 7. Februar 1981
| Platz | Sportler            | Mannschaft                | Zeit (h) |
| ----- | ------------------- | ------------------------- | -------- |
| 1     | Steffen Kühne       | SC Dynamo Klingenthal     | 45:56    |
| 2     | Christoph Rollinger | SC Traktor Oberwiesenthal | 46:27    |
| 3     | Bachmann            | SC Dynamo Klingenthal     | 46:51    |
| 4     | Müller              | SC Dynamo Klingenthal     | 47:12    |
| 5     | Schicker            | SC Dynamo Klingenthal     | 47:12    |
| 6     | Frank Schröder      | SC Dynamo Klingenthal     | 47:44    |

#### 30 km
Nach dem Rücktritt von vier Nationalmannschaftsmitgliedern im Vorjahr rückten verstärkt die Nachwuchskader ins Blickfeld. Diese standen aber nicht in adäquater Zahl zur Auswahl, was ein Starterfeld von zehn Athleten deutlich aufzeigte. Das Auftaktrennen gewann der erst 18-jährige Andreas Rollinger aus Oberwiesenthal vor dem Titelverteidiger Karsten Brandt aus Klingenthal.
Datum: Freitag, 6. Februar 1981
| Platz | Sportler          | Mannschaft                | Zeit (h) |
| ----- | ----------------- | ------------------------- | -------- |
| 1     | Andreas Rollinger | SC Traktor Oberwiesenthal | 1:33:02  |
| 2     | Karsten Brandt    | SC Dynamo Klingenthal     | 1:34:09  |
| 3     | Schubert          | SC Traktor Oberwiesenthal | 1:34:32  |
| 4     | Wicht             | SC Dynamo Klingenthal     | 1:34:51  |
| 5     | Bachmann          | SC Dynamo Klingenthal     | 1:35:16  |
| 6     | Kühn              | SC Dynamo Klingenthal     | 1:36:47  |

#### 4 × 10-km-Staffel
Schon die Einzelentscheidungen hatten eine hohe Leistungsdichte bei den Klingenthaler Langläufern aufgezeigt. Der Staffelmeistertitel überraschte daher nicht, höchstens der große Vorsprung von fast zweieinhalb Minuten. Silber holte sich etwas unerwartet die Staffel aus Oberhof. In den beiden Einzelentscheidungen war nicht ein ASK-Sportler unter den ersten Sechs zu finden gewesen. Bronze blieb für die Staffel aus Oberwiesenthal übrig, die immerhin mit einem Meister und einem Vizemeister nach den Einzelentscheidungen angetreten war.
Datum: Sonntag, 8. Februar 1981
| Platz | Mannschaft                  | Sportler                                                  | Zeit (h) |
| ----- | --------------------------- | --------------------------------------------------------- | -------- |
| 1     | SC Dynamo Klingenthal       | Müller Bachmann Karsten Brandt Steffen Kühne              | 2:07:51  |
| 2     | ASK Vorwärts Oberhof I      | Detlef Kotlinsky Cuno Schreyl Heiko Schmidt Fischer       | 2:10:16  |
| 3     | SC Traktor Oberwiesenthal I | Schubert Christoph Rollinger Andreas Rollinger Uwe Wünsch | 2:11:04  |

### Frauen

#### 5 km
In Abwesenheit von Veronika Hesse ließ die Doppelolympiasiegerin Barbara Petzold keinen Zweifel am Sieg. Sie überholte zum Schluss noch die eine halbe Minute vor ihr gestartete Carola Anding und gewann das Rennen mit 36 Sekunden Vorsprung. Auf Platz vier und fünf machten mit Kerstin Moring und Simone Butters zwei erst 17-jährige Nachwuchsläuferinnen auf sich aufmerksam.
Datum: Freitag, 6. Februar 1981
| Platz | Sportler        | Mannschaft                | Zeit (h) |
| ----- | --------------- | ------------------------- | -------- |
| 1     | Barbara Petzold | SC Traktor Oberwiesenthal | 16:23    |
| 2     | Carola Anding   | ASK Vorwärts Oberhof      | 16:59    |
| 3     | Ute Noack       | SC Traktor Oberwiesenthal | 17:30    |
| 4     | Kerstin Moring  | ASK Vorwärts Oberhof      | 17:31    |
| 5     | Simone Butters  | SC Motor Zella-Mehlis     | 17:34    |
| 6     | Marlies Rostock | SC Dynamo Klingenthal     | 17:35    |

#### 10 km
Auch über die längere Einzelstrecke hieß die Meisterin Barbara Petzold. Allerdings lag die zweitplatzierte Carola Anding zeitweise 10 Sekunden vor der Olympiasiegerin. Am Ende musste sie sich aber der Oberwiesenthalerin um neun Sekunden geschlagen geben. Die gewachsene Leistungsdichte der Oberhofer Läuferinnen zeigte sich mit dem Bronzeplatz von Petra Sölter und Platz vier von Kerstin Moring.
Datum: Sonnabend, 7. Februar 1981
| Platz | Sportler        | Mannschaft                | Zeit (h) |
| ----- | --------------- | ------------------------- | -------- |
| 1     | Barbara Petzold | SC Traktor Oberwiesenthal | 33:42    |
| 2     | Carola Anding   | ASK Vorwärts Oberhof      | 33:51    |
| 3     | Petra Sölter    | ASK Vorwärts Oberhof      | 34:43    |
| 4     | Kerstin Moring  | ASK Vorwärts Oberhof      | 36:31    |
| 5     | Misersky        | SC Motor Zella-Mehlis     | 36:33    |
| 6     | Rehropp         | SC Traktor Oberwiesenthal | 36:57    |

#### 4 × 5-km-Staffel
Die Staffelentscheidung endete mit einem spannenden Finale. Die Klingenthaler Staffel um Marlies Rostock konnte bis zur letzten Runde ihre Führung behaupten, die aber durch die starke Oberhofer Schlussläuferin Carola Anding beständig schmolz. Im Zielsprint hatte die ASK-Athletin die Nase vorn und bescherte ihrem Club den ersten Staffeltitel bei DDR-Meisterschaften. Barbara Petzold konnte zwar einen Rückstand von 1:40 min noch auf 36 Sekunden verringern, für ihre Staffel blieb am Ende aber nur der Bronzeplatz.
Datum: Sonntag, 8. Februar 1981
| Platz | Mannschaft                | Sportler                                             | Zeit (h) |
| ----- | ------------------------- | ---------------------------------------------------- | -------- |
| 1     | ASK Vorwärts Oberhof      | Petra Sölter Kerstin Moring Jung Carola Anding       | 1:06:37  |
| 2     | SC Dynamo Klingenthal     | Marlies Rostock Gündel Seidel Demski                 | 1:06:38  |
| 3     | SC Traktor Oberwiesenthal | Steffi Meßner Beate Witscher Philipp Barbara Petzold | 1:07:13  |

## Nordische Kombination
Nach dem Springen lag Gunter Schmieder vor Konrad Winkler. Der Olympiafünfte von Lake Placid, Uwe Dotzauer, belegte zunächst nur den vierten Rang, allerdings mit nur 6,3 Punkten Rückstand auf den Führenden. Am zweiten Tag des Wettbewerbs konnte Konrad Winkler indes die 16 Sekunden Rückstand auf Schmieder infolge einer Erkältung nicht mehr wettmachen. Im Gegenteil, der mit 41 Sekunden Rückstand gestartete Uwe Dotzauer schob sich noch vom vierten auf den zweiten Platz vor. Damit gelang gleich ein Klingenthaler Doppelsieg, der die jahrelange Oberwiesenthaler Dominanz in dieser Disziplin beendete.
Datum: Sprunglauf Freitag, 6. Februar 1981; Langlauf 15 km, Sonnabend, 7. Februar 1981
| Platz | Sportler         | Mannschaft                | Punkte |
| ----- | ---------------- | ------------------------- | ------ |
| 1     | Gunter Schmieder | SC Dynamo Klingenthal     | 442,5  |
| 2     | Uwe Dotzauer     | SC Dynamo Klingenthal     | 438,6  |
| 3     | Konrad Winkler   | SC Traktor Oberwiesenthal | 434,10 |
| 4     | Hopf             | SC Motor Zella-Mehlis     | 415,05 |
| 5     | Peter Opitz      | SC Motor Zella-Mehlis     | 381,45 |
| 5     | Menz             | ASK Vorwärts Oberhof      | 381,45 |

## Skispringen

### Normalschanze
Nach Silber 1980 gewann Henry Glaß diesmal den Wettbewerb von der Normalschanze. In der Presse schon als Altmeister bezeichnet, kam der Erfolg selbst für Glaß überraschend, da die Skisprungsaison bis dahin für ihn eher mäßig verlaufen war. Speziell durch seine guten Haltungsnoten führte Glaß schon nach dem ersten Durchgang. Auf Platz zwei und drei kamen die beiden Zella-Mehliser Starter Duschek und Zitzmann ein. Sie erkämpften die beiden einzigen Medaillen für ihren Sportclub.
Datum: Freitag, 6. Februar 1981
| Platz | Sportler         | Mannschaft            | Punkte |
| ----- | ---------------- | --------------------- | ------ |
| 1     | Henry Glaß       | SC Dynamo Klingenthal | 251,6  |
| 2     | Harald Duschek   | SC Motor Zella-Mehlis | 249,2  |
| 3     | Axel Zitzmann    | SC Motor Zella-Mehlis | 247,9  |
| 4     | Martin Weber     | SC Dynamo Klingenthal | 247,3  |
| 5     | Ulrich Pschera   | SC Dynamo Klingenthal | 246,2  |
| 6     | Jochen Danneberg | SC Motor Zella-Mehlis | 243,9  |

### Großschanze
Die Großschanze war fest in Klingenthaler Hand. Mit einem Dreifacherfolg beendeten die Vogtländer den Wettbewerb. Dabei setzte sich etwas überraschend Ulrich Pschera gegenüber Klaus Ostwald und Manfred Deckert durch. Am Ende waren es nur 0,5 Punkte Vorsprung, die ihm den Meistertitel sicherten.
Datum: Sonntag, 8. Februar 1981
| Platz | Sportler          | Mannschaft                | Punkte |
| ----- | ----------------- | ------------------------- | ------ |
| 1     | Ulrich Pschera    | SC Dynamo Klingenthal     | 264,7  |
| 2     | Klaus Ostwald     | SC Dynamo Klingenthal     | 264,2  |
| 3     | Manfred Deckert   | SC Dynamo Klingenthal     | 254,5  |
| 4     | Axel Zitzmann     | SC Motor Zella-Mehlis     | 253,0  |
| 5     | Andreas Auerswald | SC Traktor Oberwiesenthal | 245,5  |
| 6     | Matthias Buse     | SC Dynamo Klingenthal     | 240,9  |

## Medaillenspiegel
Allein fünf von neun Titeln gingen nach Klingenthal. Mit 11 gewonnenen Medaillen waren die Vogtländer auch der erfolgreichste Sportclub. Erfolgreichster Athlet war die Oberwiesenthalerin Barbara Petzold mit zwei Meistertiteln.
| Medaillenspiegel (nach allen 9 Wettbewerben) | Medaillenspiegel (nach allen 9 Wettbewerben) | Medaillenspiegel (nach allen 9 Wettbewerben) | Medaillenspiegel (nach allen 9 Wettbewerben) | Medaillenspiegel (nach allen 9 Wettbewerben) | Medaillenspiegel (nach allen 9 Wettbewerben) |
| Platz                                        | Mannschaft                                   | Gold                                         | Silber                                       | Bronze                                       | Gesamt                                       |
| -------------------------------------------- | -------------------------------------------- | -------------------------------------------- | -------------------------------------------- | -------------------------------------------- | -------------------------------------------- |
| 1                                            | SC Dynamo Klingenthal                        | 5                                            | 4                                            | 2                                            | 11                                           |
| 2                                            | SC Traktor Oberwiesenthal                    | 3                                            | 1                                            | 5                                            | 9                                            |
| 3                                            | ASK Oberhof                                  | 1                                            | 3                                            | 1                                            | 5                                            |
| 4                                            | SC Motor Zella-Mehlis                        | 0                                            | 1                                            | 1                                            | 2                                            |